# De Geïllustreerde Pers
De Geïllustreerde Pers is een Nederlandse uitgeverij.
In 1936 werd deze uitgeverij in Amsterdam opgericht door Leo Teulings. Het was een dochterbedrijf van Uitgeverij en Drukkerij Cebema, een holding van diverse Teulings-bedrijven. De Geïllustreerde Pers heeft diverse bladen uitgegeven waaronder Margriet, Pep, Donald Duck, De Flintstones, Romance en Madeleine. Daarnaast werden boeken uitgegeven. In 1964 werd het een onderdeel van VNU.

## Ontstaan
Toen Teulings in 1936 het initiatief nam tot vestiging van De Geïllustreerde Pers (GP) N.V. in Amsterdam, was het eerste begin erg kleinschalig. Het kantoor was gevestigd in de Nederlandsche Grafische Kunstinrichting, tevens in Amsterdam. In 1937 begon de GP samen te werken met de Nederlandsche Diepdruk Inrichtingen, wat een groei in gang zette. Deze groei werd tijdelijk onderbroken door de Tweede Wereldoorlog. De grootste groei kwam pas na de oorlog, waarbij de uitgeverij na een aantal verhuizingen uiteindelijk terechtkwam aan de Stadhouderskade in Amsterdam. De GP gaf volgens haar zelf bladen uit, maar ook "populaire romans en ontspanningslectuur, naast werken van letterkundige of van instructieve inhoud." Daarnaast is de Geïllustreerde Pers bekend van de stripalbums die het uitgaf en uitgeeft, vaak van Nederlandse makelij. 
Nadat de GP onderdeel werd van de VNU bleef het nog wel albums en boeken uitgeven onder dezelfde naam. Zo verschijnen de stripalbums van onder andere Donald Duck en Oom Dagobert nog altijd onder de naam De Geïllustreerde Pers.